# Richard Percivale
Richard Percivale (ou Perceval), né en 1550 et mort en 1620, est un homme politique anglais, également connu comme hispaniste et lexicographe. Il est l'auteur d'une grammaire espagnole en anglais, et d'un dictionnaire ; deux volumes repris dans sa Bibliotheca Hispanica en 1591; son œuvre est continué par John Minsheu qui écrit A Dictionary in Spanish and English (London: E. Bollifant, 1599).